# Anthene benadirensis
Anthene benadirensis är en fjärilsart som beskrevs av Henry Stempffer 1947. Anthene benadirensis ingår i släktet Anthene och familjen juvelvingar. Inga underarter finns listade i Catalogue of Life.